# Pekka Ruokanen
Pekka Ruokanen (* 10. September 1986) ist ein ehemaliger finnischer Snowboarder. Er startete in den Freestyledisziplinen.

## Werdegang
Ruokanen startete im Dezember 2003 in Tandådalen erstmals im Snowboard-Weltcup und errang dabei den 12. Platz in der Halfpipe. Bei den Juniorenweltmeisterschaften 2004 kam er auf den 18. Platz in der Halfpipe und holte im Big Air die Goldmedaille. In der Saison 2004/05 fuhr er mit Platz 17 und zwei fünften Plätzen auf den 13. Platz im Big-Air-Weltcup. Bei den Juniorenweltmeisterschaften 2005 in Zermatt belegte er den 30. Platz im Big Air und den 25. Rang in der Halfpipe. In der Saison 2005/06 erreichte er mit Platz zwei im Big Air in Winterberg seine einzige Podestplatzierung im Weltcup und zum Saisonende mit dem siebten Rang im Big-Air-Weltcup sein bestes Gesamtergebnis. Bei den Juniorenweltmeisterschaften 2006 im Vivaldi Park kam er auf den 21. Platz in der Halfpipe und auf den siebten Rang im Big Air. Seinen 14. und damit letzten Weltcup absolvierte er Im Februar 2008 in Moskau, welchen er auf dem 31. Platz im Big Air beendete. Bei der Winter-Universiade 2009 in Harbin wurde er Sechster in der Halfpipe und gewann im Big Air die Silbermedaille.

## Weltcup-Gesamtplatzierungen
| Saison  | Gesamt | Gesamt | Halfpipe | Halfpipe | Big Air | Big Air |
| Saison  | Punkte | Platz  | Punkte   | Platz    | Punkte  | Platz   |
| ------- | ------ | ------ | -------- | -------- | ------- | ------- |
| 2003/04 | -      | -      | 220      | 61.      | 120     | 65.     |
| 2004/05 | -      | -      | -        | -        | 1040    | 13.     |
| 2005/06 | 1319   | 69.    | 19       | 112.     | 1300    | 7.      |
| 2006/07 | 32     | 263.   | 32       | 82.      | -       | -       |
| 2007/08 | 28     | 305.   | -        | -        | 28      | 86.     |